# ジャクリーン・ミットン
ジャクリーン・ミットン（Jacqueline Mitton、1948年 - ）は、イギリスの女性天文学博士、作家である。

## 概要
イギリスのケンブリッジ大学の天文台で博士号（Ph.D）を取得した後に、オックスフォード大学の天文学部のはじめての女性学長にもなった。また、イギリス王立天文学協会にパートタイマーの広報担当官として働いている。
1975年に「Discovering Astronomy」を出版し、以降、天文の解説書を中心としたフリーランスの作家活動もしている。1987年から1993年にかけて、英国天文協会の会報の編集もしていた。
現在でも百科事典や雑誌などに天文関係の解説を多数の寄稿をしている。科学解説書シリーズの「Penguin Dictionary」のうち、ミットンの著した「Penguin Dictionary of Astronomy」は有名である。
なお、小惑星ミットンは、彼女とサイモン・ミットンに因んで命名された。

## 黄道13星座
従来の黄道十二星座にへびつかい座を加えた「黄道13星座」の存在を初めて提唱したことから、ミットンは「13星座占いの創始者」とも言われているが、これは元々、占星術否定派であったミットンが「占星術での『星座』（サイン）の概念は天文学的にはおかしい。占星術を正しく行おうとするのなら歳差によるズレを修正して、さらに現在の天文学の星座区分で12星座以外に黄道上にある『へびつかい座』も入れるべきだ。」と指摘し、占星術家達を揶揄したことが始まりとされている（ほかにも、ミットンがラジオで「12星座は誤りで本当は13星座が正しい」と述べ、現地の新聞で取り上げられ通信社の手で世界中のマスコミに配信されたことが発端だとする説もある）。